# Stadion Łokomotiw w Gornej Orjachowicy
Stadion Łokomotiw – wielofunkcyjny stadion w Gornej Orjachowicy, w Bułgarii. Obiekt może pomieścić 16 000 widzów. Swoje spotkania rozgrywają na nim piłkarze klubu Łokomotiw Gorna Orjachowica.